# 罗图拉斯
罗图拉斯，是西班牙卡斯蒂利亚-莱昂巴利亚多利德省的一个市镇。总面积12平方公里，2001年普查人口總數為29人，人口密度為每平方公里2人。